# Garbiñe Muguruza
Garbiñe Muguruza Blanco (pronunție în spaniolă [ɡarˈβiɲe muɣuˈɾuθa], pronunție în bască [ɡarˈβiɲe muɣuˈɾus̻a]; n. 8 octombrie 1993, Caracas, Venezuela) este o jucătoare profesionistă de tenis din Spania. Cea mai înaltă poziție în clasamentul WTA este locul 1 la simplu, iar la dublu locul 10. Ea a câștigat zece titluri la simplu, inclusiv două majore la French Open 2016 și la Wimbledon 2017.
Cu lovituri de teren puternice și un stil de joc agresiv, Muguruza a ajuns în runda a patra la Australian Open 2014, învingând-o pe fosta numărul 1 mondial, Caroline Wozniacki. Ea a învins-o pe numărul 1 mondial de atunci, Serena Williams, în runda a doua de la French Open din acel an, în drum spre sferturile de finală.
În 2015, Muguruza a ajuns în prima sa finală majoră la Campionatele de la Wimbledon, unde a pierdut în fața Serenei Williams. Apoi a câștigat primul ei titlu la nivel Premier câștigând China Open 2015 și s-a calificat în primul ei Turneu al campioanelor unde a pierdut în semifinale în fața lui Agnieszka Radwańska.
Muguruza a avut, de asemenea, succes la dublu, câștigând cinci titluri, terminând pe locul secund la Finala WTA 2015 și ajungând în semifinalele de la French Open 2014, toate împreună cu Carla Suárez Navarro.

## Viața privată
S-a născut în 1993 în capitala Venezuelei, Caracas, dintr-un tată spaniol, José Antonio Muguruza, și dintr-o mamă venezueleană, Scarlet Blanc. Are doi frați mai mari pe nume Asier și Igor și are dublă cetățenie spaniolă și venezuelană. Muguruza a început să joace tenis la vârsta de trei ani. După ce s-a mutat în Spania cu familia ei când avea șase ani, ea a început să se antreneze la Academia de Tenis Bruguera de lângă Barcelona.
În copilărie, idolii ei au fost jucătorii americani de tenis Serena Williams și Pete Sampras. Vorbește spaniolă și engleză.

## Cariera profesională

### 2021: Titlu de la Turneul Campionilor și revenire în top 3
Muguruza și-a început sezonul la Abu Dhabi, unde a fost eliminată în runda a treia de Maria Sakkari, în seturi consecutive. În următorul ei turneu de la Yarra Valley Classic, Muguruza le-a învins succesiv pe Alison van Uytvanck, Anastasia Pavliucenkova, Sofia Kenin și Markéta Vondroušová, pierzând doar zece game-uri la un loc. În finală, a pierdut în fața nr. 1 mondială, Ash Barty, în seturi consecutive.
La Australian Open, Muguruza și-a continuat formă bună cu victorii dominante asupra Margaritei Gasparyan, Liudmila Samsonova și Zarina Diyas pentru a face a treia apariție consecutivă în a doua săptămână la Australian Open. În runda a patra, ea a pierdut în fața campioanei Naomi Osaka în trei seturi, unde a deținut două puncte de meci în setul final. Apoi a jucat la Qatar Open, unde a învins-o pe rusoaica Veronika Kudermetova, pe campioana en-titre Arina Sabalenka și și-a luat revanșa de la Abu Dhabi în fața Mariei Sakkari pentru a ajunge în semifinale. Urma să o înfrunte pe Victoria Azarenka, dar Azarenka s-a retras din cauza unei accidentări la spate. Apoi s-a confruntat cu Petra Kvitová însă a fost învinsă în seturi consecutive.

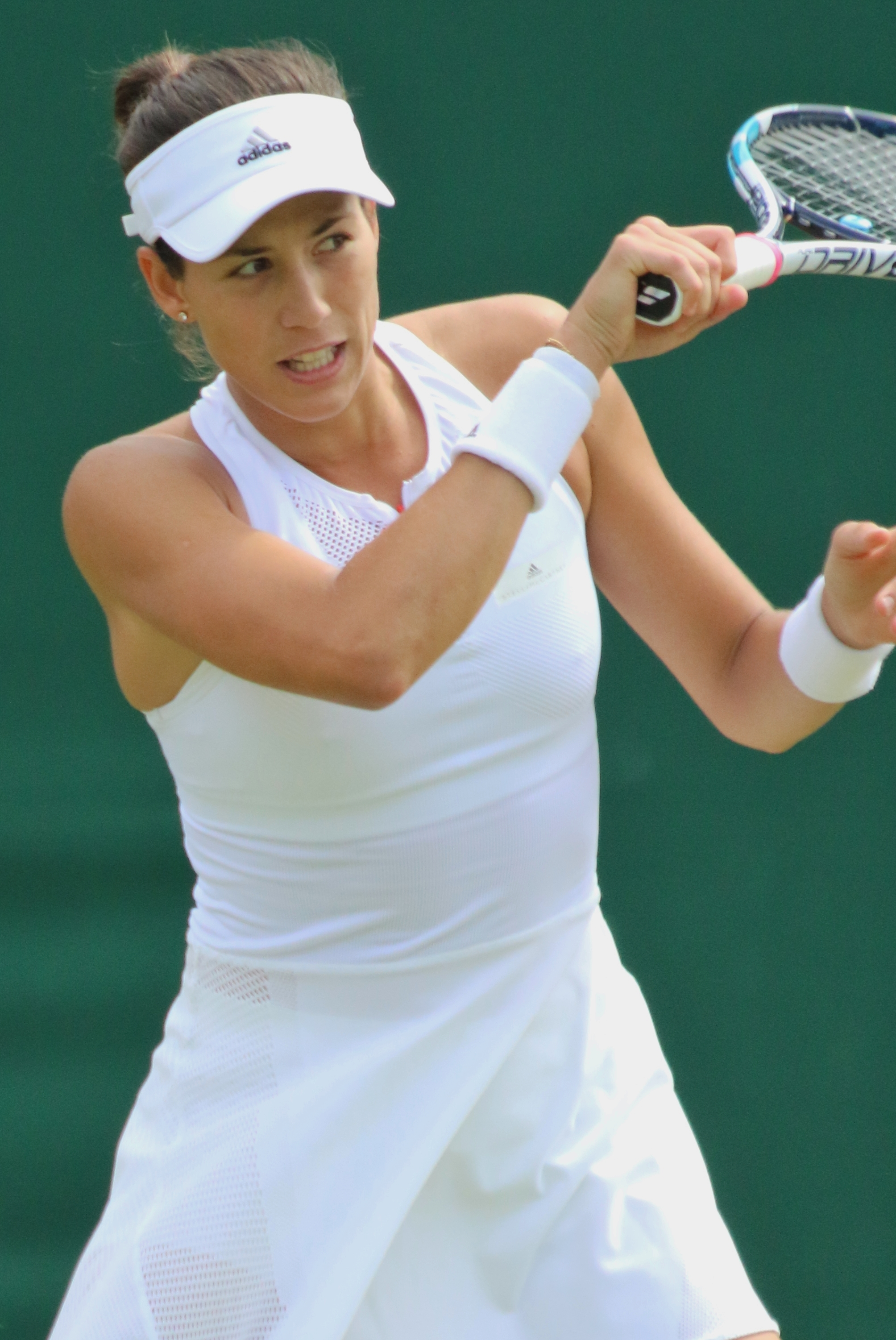
Muguruza la Campionatele de la Wimbledon din 2017, unde a câștigat titlul de simplu feminin

La turneul WTA 1000 de la Dubai, ea le-a învins pe Irina-Camelia Begu, Amanda Anisimova și campioana recenă de la Openului Franței, Iga Świątek. Apoi a repetat victoria asupra bielorusei Sabalenka, a eliminat-o pe Elise Mertens în semifinale pentru a ajunge la a treia ei finală din ultimele patru turnee.  
În finală a învins-o pe Barbora Krejčíková în seturi consecutive pentru titlu. Acesta a fost cel mai mare titlu al ei de la Cincinnati în 2017 și primul ei titlu de la Monterrey în 2019. Ea și-a extins seria de victorii la încă două meciuri la Miami Open, înainte de a nu fi învinsă de Bianca Andreescu în optimile de finală.
Muguruza a început sezonul pe zgură la Charleston Open, unde a câștigat meciul de deschidere înainte de a se retrage în următorul ei meci împotriva Iuliei Putințeva din cauza unei accidentări la coapsa stângă, care a determinat-o să se retragă și de la Madrid Open. A intrat apoi la Italian Open pierzând în fața Elinei Svitolina în seturi consecutive, după ce a câștigat primele două runde. Poziția ei la French Open 2021 a dus la o înfrângere șoc în prima rundă în fața Martei Kostiuk, în seturi consecutive, într-un meci în care a comis 40 de erori neforțate în două seturi. După Wimbledon, unde a ajuns în runda a treia înainte de a pierde în fața lui Ons Jabeur, Muguruza a revenit în top 10 în clasament.
După ieșirile timpurii de la Canadian Open în fața Kateřina Siniaková și de la Cincinnati Masters în fața Barboeia Krejčíková, Muguruza a intrat la US Open ca favorită nr. 9. Ea le-a învins pe Donna Vekic și 
Andrea Petkovic, Vicktoria Azarenka, înainte de a fi eliminată de Krejčíková în runda a patra, după ce Krejčíková a cerut un time-out medical controversat în afara terenului în al doilea set.
Doar trei victorii au fost suficiente pentru ca ea să domine Chicago Fall Tennis Classic în octombrie. În runda a doua a învins-o în seturi consecutive pe Ann Li, în runda a treia Azarenka s-a retras înainte de începerea meciului, iar în sferturi a învins-o pe japoneza Hontama în seturi consecutive. În semifinale, Markéta Vondroušová s-a retras înainte de începerea meciului. În finală, a învins-o pe Ons Jabeur, câștigând zece game-uri la rând de la 3–6 și 2–3. A participat la ultimul turneu al anului la Cupa Kremlin de la Moscova și a eliminat-o pe Tereza Martincová în trei seturi în runda a doua, înainte de a fi învinsă în sferturi de finală de Anett Kontaveit. După anul de succes, Muguruza s-a calificat pentru finala WTA de la sfârșitul anului 2021. Ea a ajuns în etapa semifinalelor învingând-o pe Anett Kontaveit, punând capăt seriei sale de 12 meciuri câștigătoare. Ea a învins-o pe Paula Badosa într-o semifinală spaniolă pentru a ajunge la finala turneului de la sfârșitul anului pentru prima dată în carieră și pentru a deveni prima jucătoare spaniolă care a ajuns în finala de simplu din 1993.  În finală, ea a învins-o pe Anett Kontaveit în seturi consecutive pentru a doua oară în turneu, pentru a câștiga primul ei campionat WTA Finals. Ea a încheiat anul pe locul 3.

### 2022: A 300-a victorie în cariera WTA
Muguruza a început sezonul la Sydney International unde a fost cap de serie 2. Muguruza a învins-o pe Ekaterina Alexandrova în seturi consecutive, înainte de a pierde în sferturi în fața rusoaicei Daria Kasatkina în seturi consecutive. Ea a intrat la Australian Open ca favorită 3 și a învins-o pe Clara Burel, în seturi consecutive, în prima rundă. Muguruza a fost eliminată în runda a doua cu o înfrângere în seturi consecutive în fața nr. 61 mondial, Alizé Cornet.
La 29 aprilie, ea a realizat cea de-a 300-a victorie în carieră WTA învingând-o pe Ajla Tomljanovic la turneul de acasă, WTA 1000 Madrid Open. La French Open, ea a pierdut cu Kaia Kanepi în runda de deschidere.
La următoarele două turnee WTA 500, WTA German Open și Eastbourne International, a fost eliminată în prima rundă, respectiv a treia rundă. La Wimbledon a fost învinsă în prima rundă de Greet Minnen, o jucătoare aflată pe locul 79 mondial. La turneul de nivel WTA 1000, Canada Masters, a învins-o pe Kaia Kanepi în seturi consecutive în runda a doua, însă în runda a treia a fost învinsă de elvețianca Belinda Bencic.

## Statistici carieră

### Participare la turnee de Grand Slam
| C | F | SF | QF | #R | RR | Q# | P# | DNQ | A | Z# | PO | Au | Ag | Br | NMS | P | NH |

#### Simplu
| Turneu           | 2012 | 2013 | 2014 | 2015 | 2016 | 2017 | 2018 | 2019 | 2020 | 2021 | 2022 | 2023 | SR     | C–P   | Victorii% |
| ---------------- | ---- | ---- | ---- | ---- | ---- | ---- | ---- | ---- | ---- | ---- | ---- | ---- | ------ | ----- | --------- |
| Australian Open  | A    | 2R   | 4R   | 4R   | 3R   | QF   | 2R   | 4R   | F    | 4R   | 2R   | 1R   | 0 / 11 | 27–11 | 71%       |
| French Open      | Q3   | 2R   | QF   | QF   | W    | 4R   | SF   | 4R   | 3R   | 1R   | 1R   |      | 1 / 10 | 29–9  | 76%       |
| Wimbledon        | Q2   | 2R   | 1R   | F    | 2R   | W    | 2R   | 1R   | NH   | 3R   | 1R   |      | 1 / 9  | 18–8  | 69%       |
| US Open          | 1R   | A    | 1R   | 2R   | 2R   | 4R   | 2R   | 1R   | 2R   | 4R   | 3R   |      | 0 / 10 | 12–10 | 55%       |
| Câștigat–pierdut | 0–1  | 3–3  | 7–4  | 14–4 | 11–3 | 17–3 | 8–4  | 6–4  | 9–3  | 8–4  | 3–4  | 0–1  | 2 / 40 | 86–38 | 69%       |

### Finale deGrand Slam

#### Simplu: 4 (2 titluri, 2 finale)
| Rezultat     | An   | Turneu          | Suprafață | Adversar        | Scor          |
| ------------ | ---- | --------------- | --------- | --------------- | ------------- |
| Finalistă    | 2015 | Wimbledon       | Iarbă     | Serena Williams | 4–6, 4–6      |
| Câștigătoare | 2016 | Roland Garros   | Zgură     | Serena Williams | 7–5, 6–4      |
| Câștigătoare | 2017 | Wimbledon       | Iarbă     | Venus Williams  | 7–5, 6–0      |
| Finalistă    | 2020 | Australian Open | Dură      | Sofia Kenin     | 6–4, 2–6, 2–6 |